# Rede Telecine
Telecine é uma rede de canais de televisão por assinatura brasileira dedicada à exibição de filmes. Foi fundada em 11 de novembro de 1991 como um dos primeiros canais da então recém-criada Globosat, ao lado de GNT, Multishow e Top Sport (atual SporTV), iniciando suas transmissões com apenas um canal. Até 2024, era operado por uma parceria entre o Grupo Globo e quatro dos principais estúdios de Hollywood: Walt Disney Pictures/20th Century Studios, Paramount Pictures, Universal Studios e Metro-Goldwyn-Mayer. Atualmente, o Telecine é operado exclusivamente pela Globo e oferece um catálogo com cerca de 2.000 filmes, exibidos em seis canais segmentados por gênero, além de estar disponível na plataforma de streaming Globoplay.
O Telecine também exibe produções de diversos estúdios parceiros, como Warner Bros., Sony, Lionsgate, Europa Filmes, Downton Filmes, Globo Filmes e Califórnia Filmes.

## História

### 1997-2009: Segmentação do Telecine
Até 1997, o Telecine possuía apenas um canal, que era dedicado a exibição de filmes de todos os gêneros e lançamentos. No mesmo ano surgem quatro novos canais: Telecine 1, Telecine 2, Telecine 3, Telecine 4 e Telecine 5. Pouco tempo depois, foram oficialmente renomeados de: Telecine Premium, Telecine Action, Telecine Emotion, Telecine Happy e Telecine Classic, para facilitar a memorização dos gêneros de filmes exibidos em cada canal.
Em 2004, o Telecine Happy transformou-se em Telecine Pipoca com uma programação voltada para filmes familiares. No final do mesmo ano, a rede Telecine é eleita pela população brasileira o Folha Top of Mind (Datafolha 2005) entre os canais de filmes da TV paga brasileira. Além do título, a rede ficou no topo de outra categoria: líder em awareness, no item canais de filmes de TV por assinatura. Em 2005 o Telecine Classic passa a se chamar Telecine Cult, mantendo o acervo de clássicos do cinema mundial, mas introduzindo produções alternativas e independentes.
Em 2006, a programadora foi eleita mais uma vez o canal Folha Top of Mind entre os assinantes da NET e Sky (Datafolha 2006). Também recebeu o título de melhor canal de filmes da TV por assinatura, concedido pelo Painel de Mídia e Veículos 2006 (PMV). No mesmo ano o canal Telecine Emotion passou a se chamar Telecine Light, em 1 de junho de 2007, programando apenas filmes "leves" (romance, comédias e infantis).

A primeira reformulação do logotipo aconteceu em 1993, no início da joint venture, com os quatro estúdios americanos. A segunda reformulação da concepção gráfica, em 1995, retomando o antigo logotipo.

Logo usado de 1997 até 2019

### 2010-2024: Reformulação e expansão
A partir de 22 de outubro de 2010, o Telecine renova o visual de todos os canais e muda o nome do canal Telecine HD para Telecine Premium HD, muda o nome do canal Telecine Light para Telecine Touch, o canal Telecine Pipoca se torna uma extensão do Telecine Premium usando dual áudio e multi legendas, e lança um novo canal, o Telecine Fun. Em 1.º de novembro, mais canais são disponibilizados em alta definição: Telecine Action HD e Telecine Pipoca HD.
Em 2011, mais canais são contemplados com as versões em alta definição: Telecine Touch e Telecine Fun, também. Fazendo assim todos os canais da rede (exceto Telecine Cult) em alta definição com funcionalidades digitais (dual áudio e multi legendas). Em 2012, com o lançamento da versão HD do Telecine Cult, a Rede Telecine passou a ficar completa.
No final de 2018, pela primeira vez, o serviço da Rede Telecine foi disponibilizado para contrato através da internet por R$37,90, sem intermédio das operadoras de TV paga. Em 2019, após uma nova mudança de identidade visual, o Telecine uniu o conteúdo de TV por assinatura e streaming em uma única unidade de comunicação. Em 20 de março de 2019, com a venda da 20th Century Fox, a Disney assume a parcela de participação na Rede Telecine que antes era da Fox.
No dia 5 de janeiro de 2024, o portal F5 da Folha de S.Paulo noticiou mudanças na política de aquisição de filmes da Globo. Essas mudanças foram motivadas pela preferência das produtoras de cinema em direcionar seu conteúdo para plataformas de streaming. Como resultado, a Rede Telecine perdeu prioridade na obtenção de filmes de estúdios como Paramount e Universal, que agora encaminham diretamente seu conteúdo para suas próprias plataformas de streaming.

### 2024-presente: Aquisição pela Globo
Em 1.º de novembro, os estúdios 20th Century, Paramount Pictures, Universal e MGM anunciaram a retirada de sua participação na rede. Consequentemente, em 12 de novembro, a Globo comunicou a aquisição da totalidade das ações, com a aprovação do CADE.
Em 2025, a Globo faz uma reestruturação na Rede Telecine e corta drasticamente toda a sua equipe, removendo sua operação independente e integrando a rede de canais com a equipe do Multishow. O motivo é devido a constante queda do número de assinantes da TV por assinatura.

## Canais

### Telecine Premium
O canal principal, um dos quatro primeiros canais da Canais Globo (como Telecine), com Multishow, GNT e TopSports (atual SporTV), com foco em lançamentos de filmes recentes de muitos gêneros. Renomeado Telecine 1, em 1997, com o lançamento dos outros quatro canais, e em 2000, foi rebatizada mais uma vez o seu nome atual. Originalmente, são transmitidos filmes em áudio original e legendas em português, porém possui a opção com dublagem em português disponível.

### Telecine Action
Originalmente Telecine 2, foi rebatizado com seu nome atual em 2000, dedicado à ação, aventura, suspense, horror e alguns filmes para adultos, também contou com séries como Numb3rs. A partir de fevereiro de 2011, o canal começou a oferecer áudio original e legendas eletrônicas. Mais tarde naquele ano, o canal passou a adotar como sendo o seu padrão de áudio a dublagem em português, sendo que o idioma original e legendas em português passaram a ser uma opção. Foi lançado no dia 1 de Novembro de 2010, o canal é a versão em alta definição do canal Telecine Action, dedicado a filmes de ação, policiais, suspense e terror.

### Telecine Touch
Originalmente Telecine 3, e depois rebatizado de Telecine Emotion, foi dedicado a filmes dramáticos e românticos, até que foi renomeado para Telecine Light, quando o canal começou com alguns filmes de comédia, anteriormente apresentados no Telecine 4/Happy. Em 22 de outubro de 2010, o canal foi novamente rebatizado de Telecine Touch, com filmes do antigo Emotion. Basicamente, o canal voltou ao formato Telecine 3/Emotion de drama e romance. Estreou primeiro na grade da GVT TV no dia 1 de dezembro de 2011. Exibe a mesma programação do seu canal SD, só que em alta definição. Teve sua estreia em outras operadoras oficialmente em 8 de dezembro de 2011.

### Telecine Pipoca
Originalmente Telecine 4 e depois rebatizado para Telecine Happy, foi dedicado a filmes de família e comédia. Sua encarnação atual, depois de ser renomeado para Telecine Pipoca, é baseado em lançamentos recentes, dublados em Português. O canal em HD estreou no dia 31 de janeiro de 2010. Originalmente, são transmitidos filmes dublados em português, porém possui a opção de áudio original e legendas em português disponível. O canal tem sua origem na sessão de filmes dublados "Sessão Pipoca", do Telecine Happy.

### Telecine Cult
Em sua encarnação original, Telecine 5, renomeado para Telecine Gallery e mais tarde rebatizado de Telecine Classic, até ser renomeado para a denominação atual, que foi dedicado ao cinema clássico. Atualmente, o canal apresenta independente, alternativa e filmes "Cult", também a execução de alguns filmes clássicos. O canal foi lançado em 4 de dezembro de 2012 com a função de legenda eletrônica, o canal também passou a transmitir os filmes com áudio original ou com versão dublada.

### Telecine Fun
O sexto da Rede Telecine, o Telecine Fun foi lançado em 22 de outubro de 2010, com filmes de comédia, comédias românticas e filmes de animação, anteriormente apresentados no Telecine 4/Happy (atual Telecine Pipoca) e Telecine Light (atual Telecine Touch). O canal transmite os filmes em áudio original e com legendas ou dublados em português. Estreou primeiro na grade da GVT TV no dia 12 de novembro de 2011. Exibe a mesma programação do seu canal SD, só que em alta definição. É o retorno do antigo Telecine 4/Happy.

## Streaming, selo e festivas de cinema

### Telecine Play e Globoplay
O serviço de streaming do Telecine, o Telecine Play, foi lançado no Brasil em 2012, e em dezembro de 2018 assinatura avulsa, sem a necessidade da assinatura da TV a cabo. O JustWatch apontou que o Telecine foi o quinto serviço de streaming que mais teve títulos adicionados ao catálogo em 2020.  Em 6 de outubro de 2021, o Grupo Globo anunciou a extinção do Telecine Play e a migração do catálogo para o Globoplay. A integração do Telecine no Globoplay foi iniciada em 5 de janeiro de 2022.

### Premiére Telecine
O Premiére Telecine é um selo criado pelo Telecine em 22 de janeiro de 2021 onde filmes inéditos, que não foram lançados no Brasil no cinema ou em outras plataformas digitais, são lançados exclusivamente no streaming com tal selo. Até maio de 2021 foram lançados mais de 30 filmes.

### Festivais de cinema
Para facilitar a busca de filmes no serviço de streaming, 382 filmes do Telecine da Era de Ouro de Hollywood foram dividos em 32 eixos temáticos e destacados do catálogo em 2021 dentro da plataforma na seção Festival 125 anos do Cinema, em homenagem a história do cinema. Entre os dias 17 e 30 de julho de 2021 exibiu o Festival do Rio. Em 15 de julho de 2022 foi iniciada outra edição do Festival do Rio no Telecine.

## Parcerias
A Rede Telecine tem contrato atualmente com as distribuidoras internacionais Universal Studios, Metro-Goldwyn-Mayer, DreamWorks SKG, Walt Disney Pictures, Paramount Pictures, 20th Century Studios, Lionsgate, Miramax Films, Touchstone Pictures, Hollywood Pictures, Entertainment One, Hasbro, Reliance Entertainment, The Weinstein Company, Sony Pictures e Warner Bros. Pictures e com as distribuidoras nacionais Europa Filmes, Califórnia Filmes, Globo Filmes, PlayArte, Focus Filmes, Imagem Filmes e Paris Filmes tendo exibição exclusiva dos filmes destes estúdios. Após a HBO fechar contrato de exclusividade com a Lionsgate, a exibição de filmes da Paris Filmes deixou de ser exclusiva.

### Acordo com a Disney
Em 7 de agosto de 2011, a Rede Telecine e a Disney, anunciaram o fechamento de um acordo de exibição de seu conteúdo cinematográfico na janela Premium da TV paga no Brasil. Desde então, todas as produções da Walt Disney Pictures, Touchstone, Hollywood Pictures, Marvel, Walt Disney Animation Studios, 20th Century Studios, Searchlight Pictures, Blue Sky Studios, Miravista, Studio Ghibli, DisneyToon Studios, Patagonik, Disneynature e Pixar, passaram a ser exclusivas dos canais Telecine, exclusivamente no Brasil. O acordo com a Disney acabou em 2019, e voltou apenas em setembro em 2020, após compra da Fox pela Disney, e entre 1.º de outubro de 2019 até 30 de setembro de 2020, quando a Amazon Prime Video assumiu o lançamento dos filmes da Disney em primeira janela, até a chegada do serviço próprio da Disney, o Disney+. Em novembro de 2020, perto do lançamento do Disney+ no Brasil, a Disney fez uma parceria com o Globoplay, e esta ficou com a exibição de filmes residuais até a extinção do contrato com a Disney.

### Acordo com a Sony
Em 27 de abril de 2018, a Rede Telecine anunciou que havia fechado um acordo de exibição com a Sony Pictures, assim, produções da Columbia Pictures, TriStar Pictures, Screen Gems, Stage 6 Films, Sony Pictures Animation, Funimation e Destination Films passaram a ser emitidas nos canais Telecine. As estreias ainda continuam sendo exibidas pela HBO, no entanto, o Telecine exibirá os filmes adquiridos da produtora, logo quando o prazo dos direitos de exibição com a HBO expirarem, o que acontece no período aproximado de 18 a 24 meses.

### Acordo com a Warner
Em 28 de maio de 2018, a Rede Telecine anunciou que havia fechado um acordo de exibição com a Warner Bros. Desta forma, produções da Warner Bros. Pictures, New Line Cinema, Castle Rock Entertainment, Telepictures, Turner, Lego, Hanna-Barbera, Warner Animation Group, DC Comics, Warner Bros. Animation, Crunchyroll e Cartoon Network passaram a ser emitidas nos canais Telecine. As estreias ainda continuam sendo exibidas pela HBO, no entanto, o Telecine exibirá os filmes adquiridos da produtora, logo quando o prazo dos direitos de exibição com a HBO expirarem, o que acontece no período aproximado de 18 a 24 meses.

## Versões internacionais
Os canais Telecine Premium e Gallery eram também transmitidos em Portugal, como resultado de uma parceria entre a então PT Multimédia, a SIC e a TV Globo, situação que mudou a 1 de julho de 2003, com a instituição dos canais Lusomundo Premium e Lusomundo Gallery (actuais TVCine Top e TVCine Action , respectivamente).

## Telecine Productions
Lançado em 2008, é um selo da Rede Telecine que investe na produção cinematográfica nacional. A co-produção de títulos, em parceria com a Imagem Filmes, Globo Filmes e grandes produtoras nacionais, além de estimular a produção brasileira, garante sua exibição com exclusividade nos canais Telecine. O objetivo é encurtar ainda mais a janela de exibição entre o tempo de lançamento nos cinemas e na televisão. São filmes com o selo Telecine Productions:

### Filmes
- Show de Bola
- Entre Lençóis (2008)
- Casa da Mãe Joana (2008)
- Budapeste (2009)
- Jean Charles (2009)
- Os Normais 2 - A Noite mais Maluca de Todas (2009)
- O Contador de Histórias (2009)
- As Melhores Coisas do Mundo (2010)
- Tropa de Elite 2: o Inimigo agora É Outro (2010)
- Muita Calma Nessa Hora (2010)
- De Pernas pro Ar (2010)
- Desenrola (2011)
- Estamos Juntos (2011)
- Assalto ao Banco Central (2011)
- Bruna Surfistinha (2011)
- Cilada.com (2011)
- O Palhaço (2011)
- Brasil Animado (2011)
- Não se Preocupe, nada Vai Dar Certo! (2011)
- Capitães da Areia (2011)
- 2 Coelhos (2012)
- Billi Pig (2012)
- O Vendedor de Passados
- El Ardor
- Gonzaga - de Pai pra Filho (2012)
- Até que a Sorte nos Separe
- De Pernas pro Ar 2 (2012)
- Os Penetras (2013)
- Tainá - A Origem (2013)
- Somos Tão Jovens (2013)
- Vai que Dá Certo (2013)
- Colegas (2013)
- Faroeste Caboclo (2013)
- Mato sem Cachorro (2013)
- Minha Mãe É Uma Peça - O Filme (2013)
- Meu Passado Me Condena (2013)
- Os Caras de Pau em O Misterioso Roubo do Anel
- Ana e as Fadinhas (2014)
- A Bela e a Fera (2014)
- Fala Sério, Mãe! (2017)
- Os Farofeiros (2018)
- De Pernas pro Ar 3 (2019)
- Minha Irmã e Eu (2023)
- Os Farofeiros 2 (2024)